# Башънли
Башънли (на гръцки: Διάσελο, Диасело, катаревуса: Διάσελον, Диаселон, до 1926 година: Μπασανλή, Басанли) е историческо село в Република Гърция, разположено на територията на дем Кукуш, област Централна Македония.

## География
Селото е било разположено на 550 m надморска височина, на около 25 km североизточно от град Кукуш (Килкис) и на 4 km североизточно от Горни Тодорак (Ано Теодораки) в котловината между планините Круша на север и Карадаг (Мавровуни) на юг, в южното подножие на връх Сусамник (781 m).

## История

### В Османската империя
В XIX век Башънли е турско село в Авретхисарската каза на Османската империя. В „Етнография на вилаетите Адрианопол, Монастир и Салоника“, издадена в Константинопол в 1878 година и отразяваща статистиката на населението от 1873 година, Вешанля (Véchanlya) е посочено като селище в каза Аврет Хисар (Кукуш) с 30 домакинства, като жителите му са 100 мюсюлмани. Според статистиката на Васил Кънчов („Македония. Етнография и статистика“) в 1900 година Башънли има 400 жители турци.

### Гърция
В 1913 година след Междусъюзническата война селото попада в Гърция. Турското му население се изселва в Турция в 1924 година и на негово място са настанени малко гърци бежанци. В 1927 година името на селото е променено на Диасело. В 1928 година селото е изцяло бежанско с 15 семейства и 43 жители бежанци.
Ахметли пострадва силно през Гражданската война (1946 – 1949) и е разселено.
| Година    | 1913 | 1920 | 1928 | 1940 | 1951 | 1961 | 1971 | 1981 | 1991 | 2001 | 2011 | 2021 |
| --------- | ---- | ---- | ---- | ---- | ---- | ---- | ---- | ---- | ---- | ---- | ---- | ---- |
| Население | 308  | 169  | 47   | 92   |      |      |      |      |      |      |      |      |